# Långholmen
För andra betydelser, se Långholmen (olika betydelser).
Långholmen  är en ö i Stockholms innerstad som också utgör en egen stadsdel, bildad 1933. Långholmen är 1 380 meter lång och 405 meter bred och har en areal av 36 hektar. Den är belägen mellan Kungsholmen och Södermalm.  Mellan Södermalm och östra Långholmen löper det smala Pålsundet. Långholmskanalen skiljer västra Långholmen från Reimersholme. Västerbron sträcker sig över Långholmen och har här sitt södra landfäste innan den fortsätter till Södermalm. Själva ön kan nås via två broar; Pålsundsbron i öst och Långholmsbron i väst.
Den tidigaste bebyggelsen på Långholmen var Långholmens sjötull. Långholmen var i många år Stockholms fängelseö, här låg fram till 1975 Långholmens centralfängelse och på 1700-talet och tidigt 1800-tal kvinnofängelset Långholmens spinnhus.  På ön ligger också Mälarvarvet med anor tillbaka till 1680-talet. Idag innehåller Långholmens gamla fängelsebyggnader bland annat hotell, vandrarhem, värdshus, folkhögskola, förskola, bostäder och lokaler för hantverk. Långholmen har ungefär 125 bofasta individer.

## Öns tidiga historia
Långholmen fick sitt nuvarande namn mycket tidigt. Öns namn återfinns första gången i ett bevarat dokument från mitten av 1430-talet och det var förmodligen öns långsmala form som gav upphov till namnet. Ön var på den tiden smalare och har genom landhöjningen och utfyllnader (på södra sidan) blivit något bredare. Det saknas uppgifter om bebyggelse innan Långholmstullen anlades på 1620-talet men spår av mänsklig verksamhet har kunnat beläggas tillbaka ända till 900-talet. På 1800-talet upptäcktes en silverskatt med tyska mynt, präglade på 900-talet. En annan historisk tilldragelse var då Gustav Vasa förlade sina trupper på Långholmen innan han intog Stockholm 1523. Fram till 1647 tillhörde Långholmen kronan, då donerade drottning Kristina ön till Stockholms stad.

## Tullen, fängelsetiden och sommarnöjen
I och med tillkomsten av Lilla tullen inrättades den första statliga institutionen på Långholmen.  Tullhandlingar från Långholmen finns bevarade sedan 1624, men en konkret tullbyggnad nämns först 1651. År 1752 flyttade sjötullen in i ett eget hus, Stora Henriksvik, och 1785 till en stenbyggnad som idag kallas Sjötullen. 1857 lämnade den siste tullaren sjötullen på Långholmen. Nästa statliga institution som kom till ön var Långholmens spinnhus som öppnade sin verksamhet 1724 i den om- och tillbyggda malmgården Alstavik. Alstavik var en palatsliknande byggnad som hade uppförts år 1649 av bryggmästaren Jochum Ahlstedt.
Fängelseverksamheten skulle prägla öns historia fram till 1975, då de sista fångarna flyttades. 1982 revs en del av anstaltens byggnader och under 1990-talet renoverades husen som blev kvar. Sedan 1989 finns på ön bland annat hotell, vandrarhem, värdshus och Långholmens folkhögskola.
På västra delen av ön ligger Karlshälls gård från 1838, ursprungligen uppförd som bostad för Långholmsfängelsets byggnadschef Carl Modéer. Under sin nästa ägare, brännvinsfabrikören Lars Olsson Smith blommade Karlshälls gård upp och flera nya byggnader tillkom. Långholmens västra udde som kallas Sofieberg var alltid i privat ägo, här byggdes sommarnöjen på 1880-talets slut. Några av dem finns fortfarande kvar. 

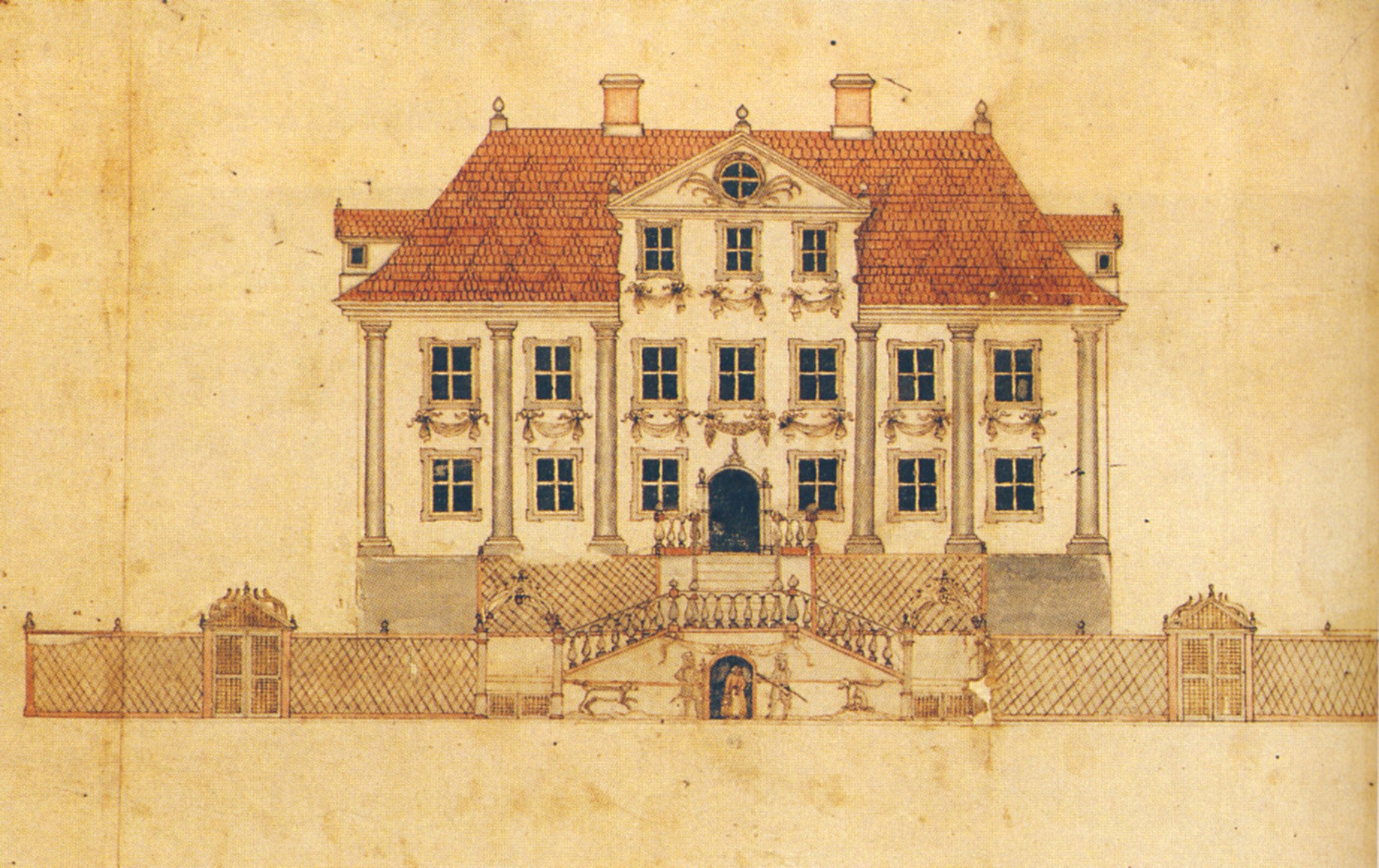
Alstavik 1681.
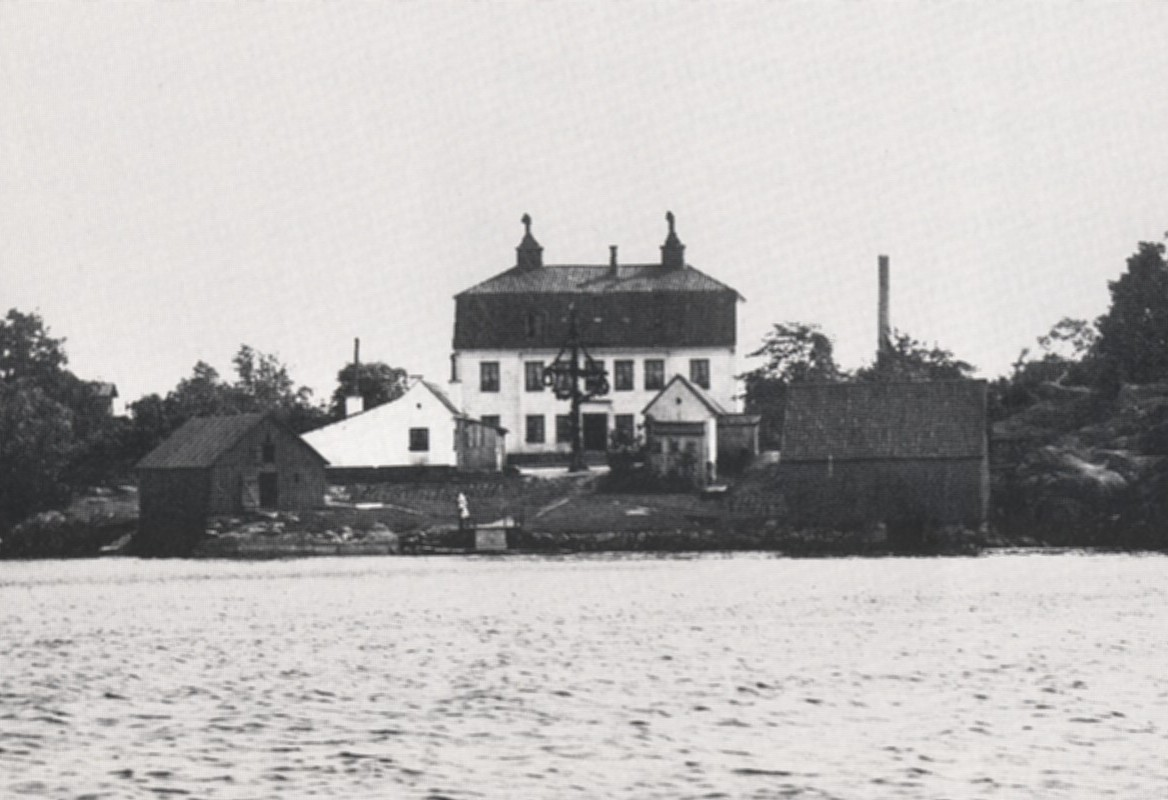
Sjötullen 1890.
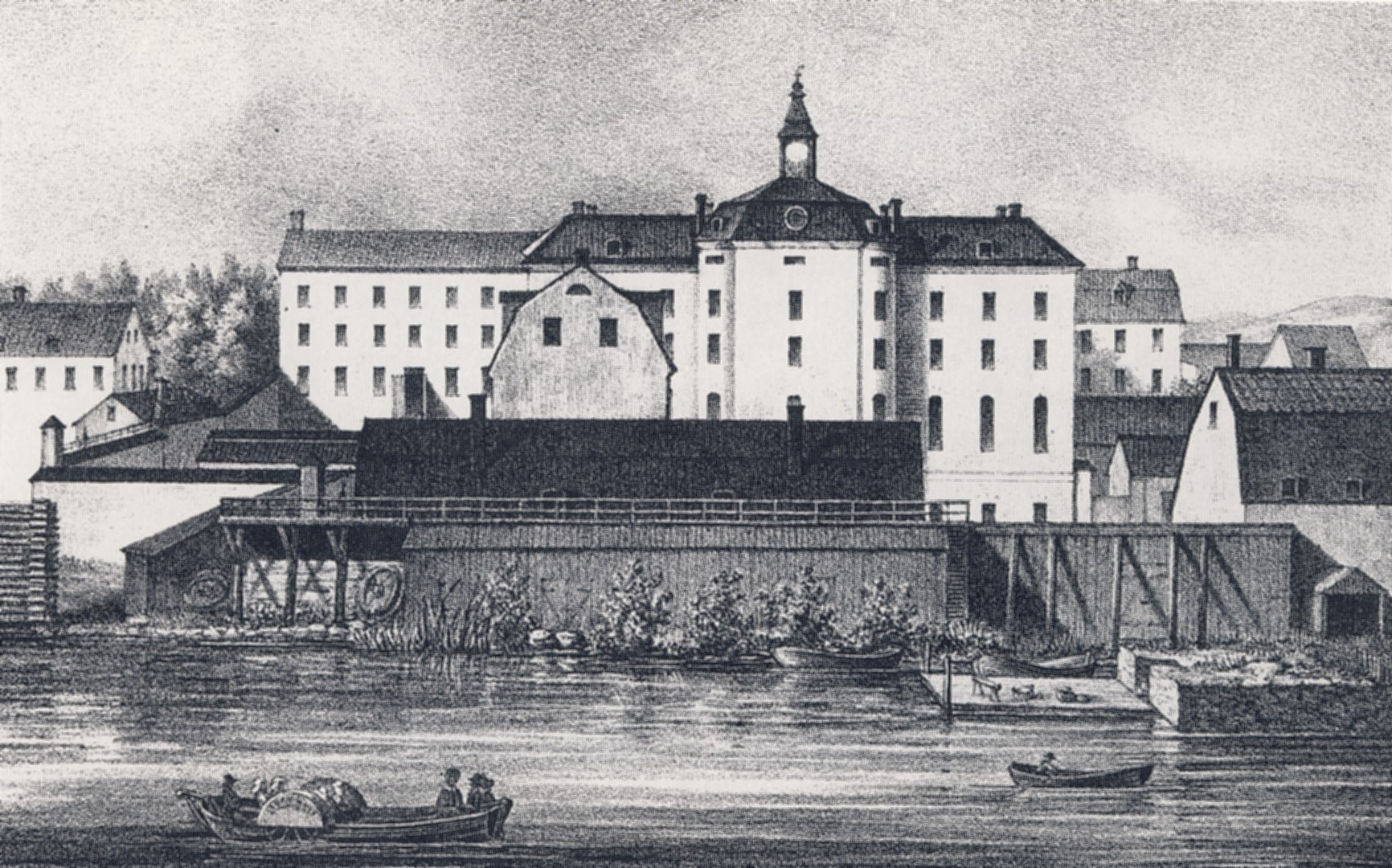
Långholmens spinnhus 1850-tal.
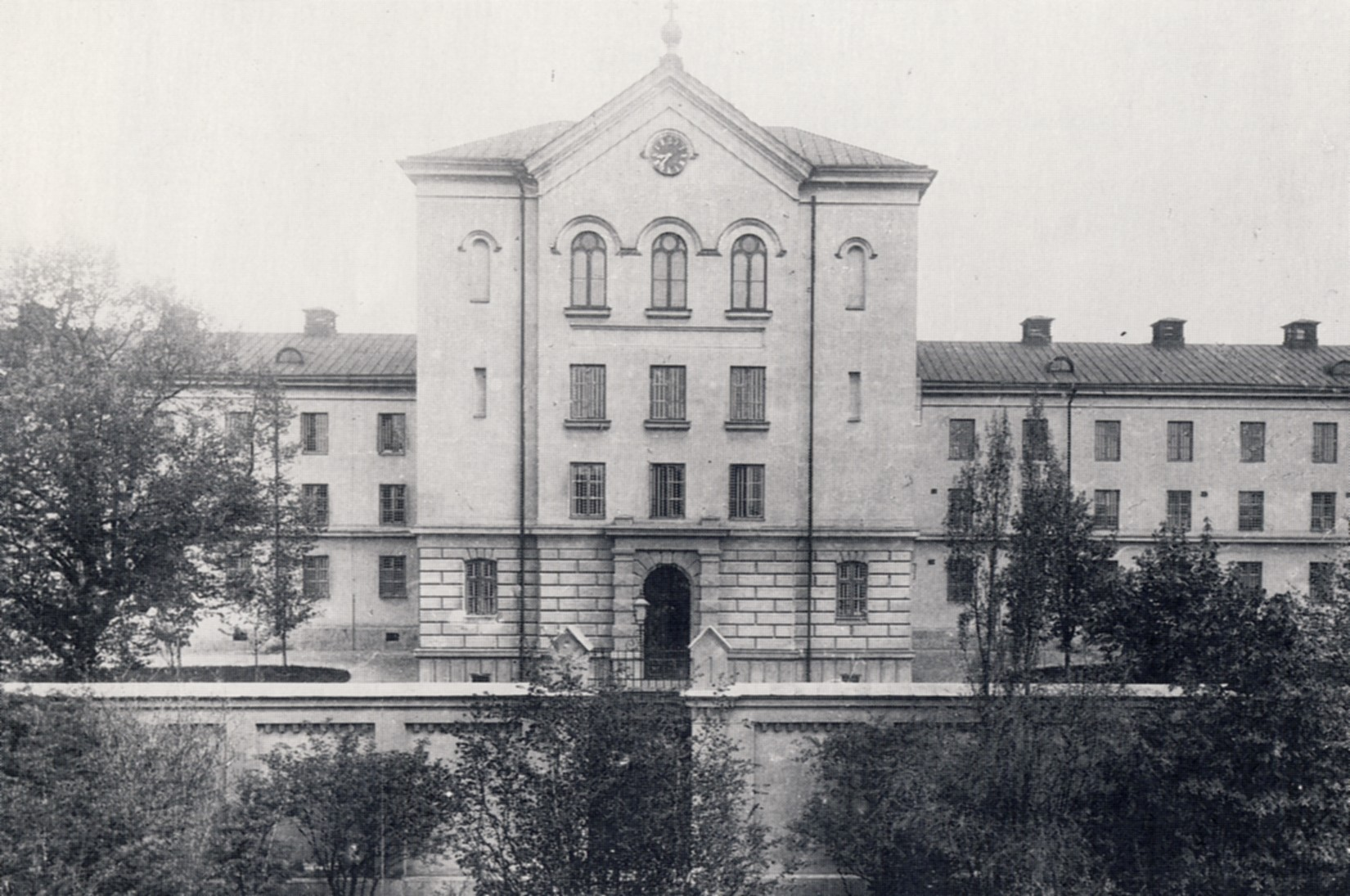
Långholmens centralfängelse 1896.

## Övriga anläggningar
På Långholmens sydöstra udde finns det anrika Mälarvarvet, även kallat Långholmsvarvet. Varvsverksamheten började redan 1685 som ett skutskepparvarv och är därmed den äldsta kvarvarande verksamheten på ön. År 1985 firade man 300-årsjubileum. Runt varvet växte det upp några byggnader som Fördärvet, Långa raden med Röda stugan samt Ingenjörsvillan och Stenhuset.
År 1935 invigdes Västerbron som sedan dess delar ön i två halvor. Västerbrons enorma södra bågspann tar ett mellansteg på Långholmen innan bron fortsätter som en rak bro med en kort bågbro över Pålsundet till Södermalm. Som fotgängare är det möjligt att från ön ta sig upp till Västerbrons båda trottoarer, vilket uppskattades av långholmsborna när bron var ny: nu kunde man gå till fots över till Kungsholmen istället för att ta båt.
Direkt öster om Pålsundsbron vid Mälarvarvsbacken 2 ligger Sjömansskolan. Det är en gymnasieskola, som utbildar sjöfartspersonal. Skolan är en friskola och ger en utbildning inom energiprogrammet, inriktning sjöfartsteknik. Skolan har en kapacitet på maximalt 180 elever. Till skolan hör även fartyget M/S Polfors som ligger förtöjd intill Söder Mälarstrand.

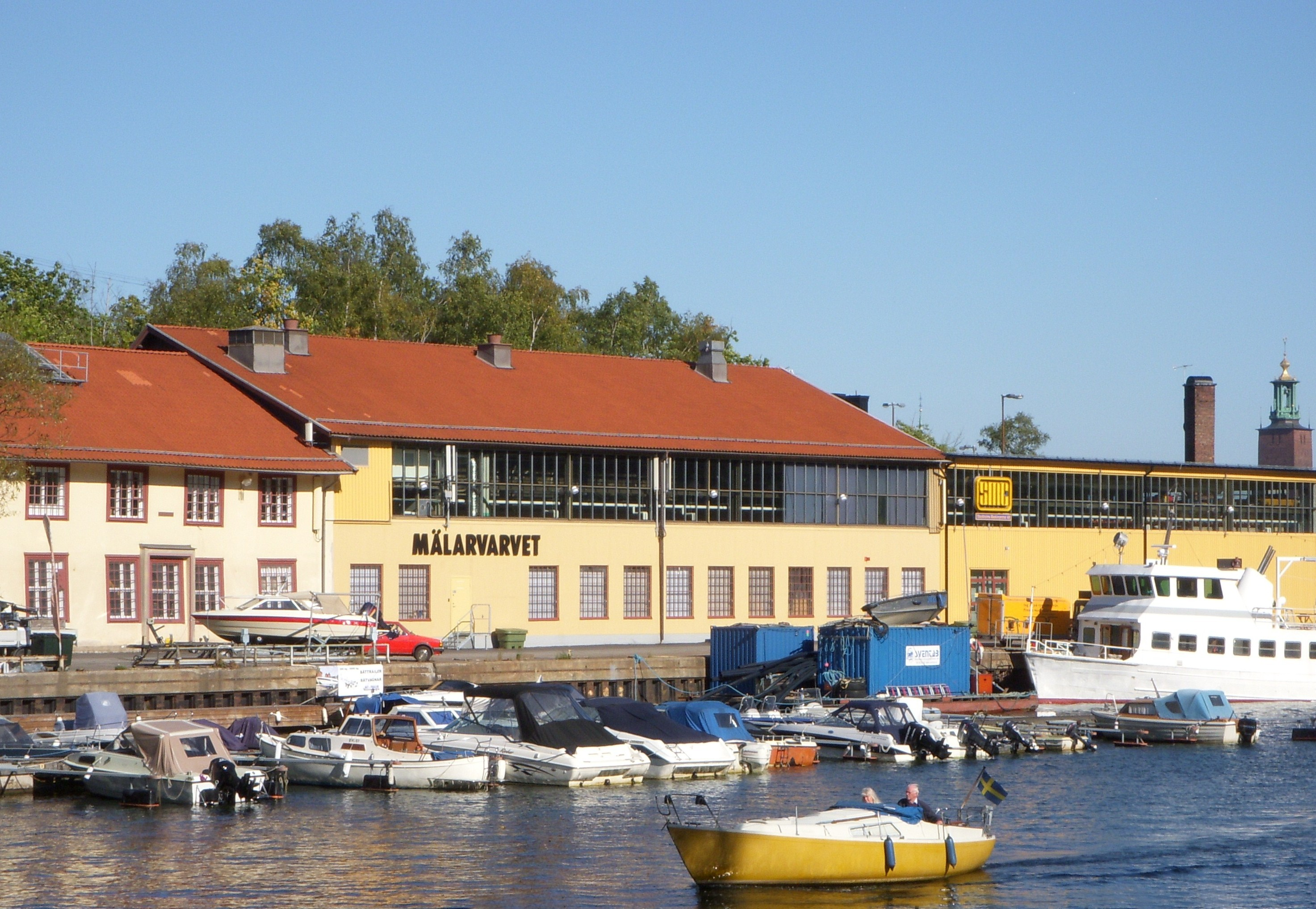
Mälarvarvet.
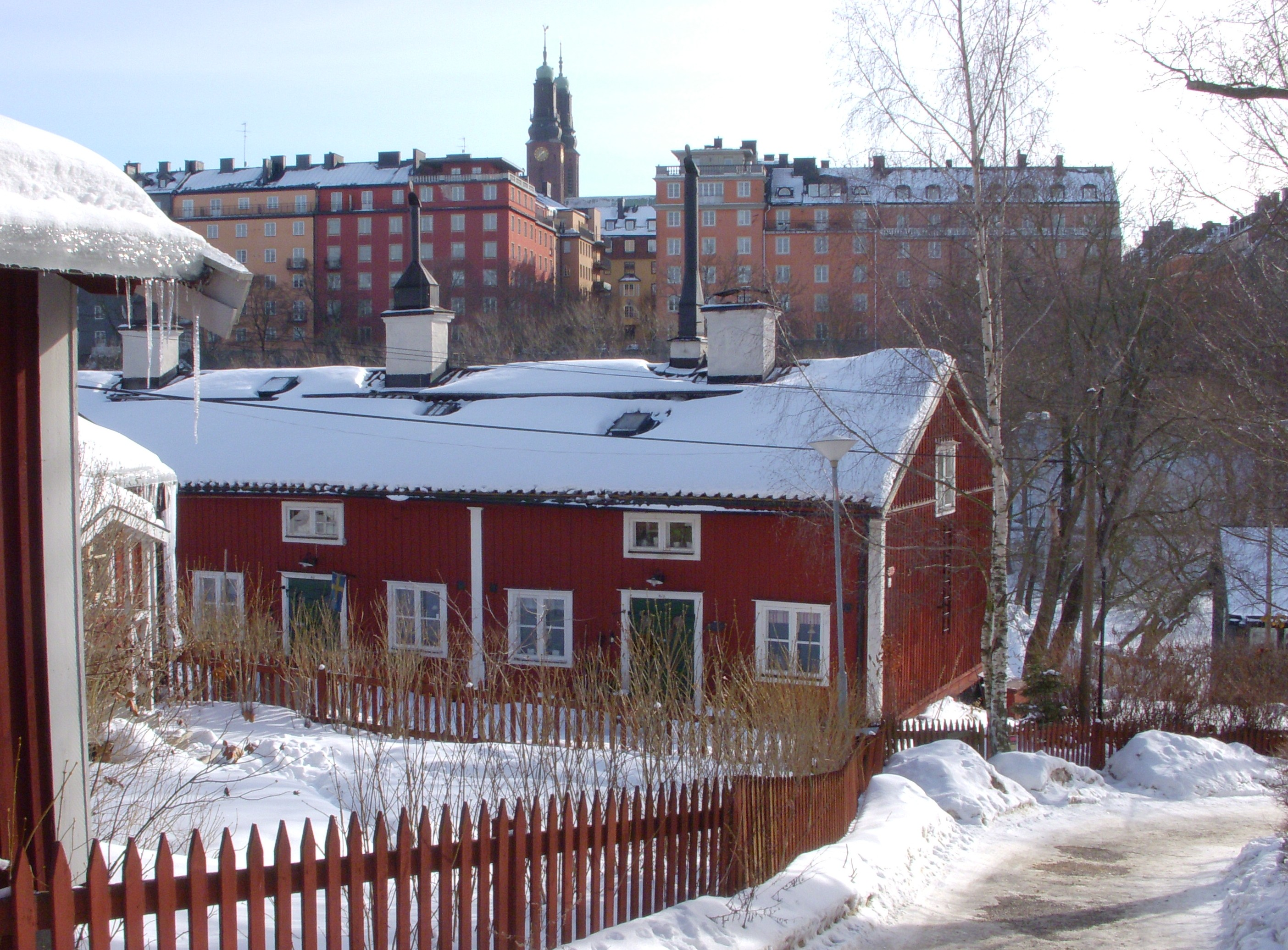
Långa raden och Röda stugan.
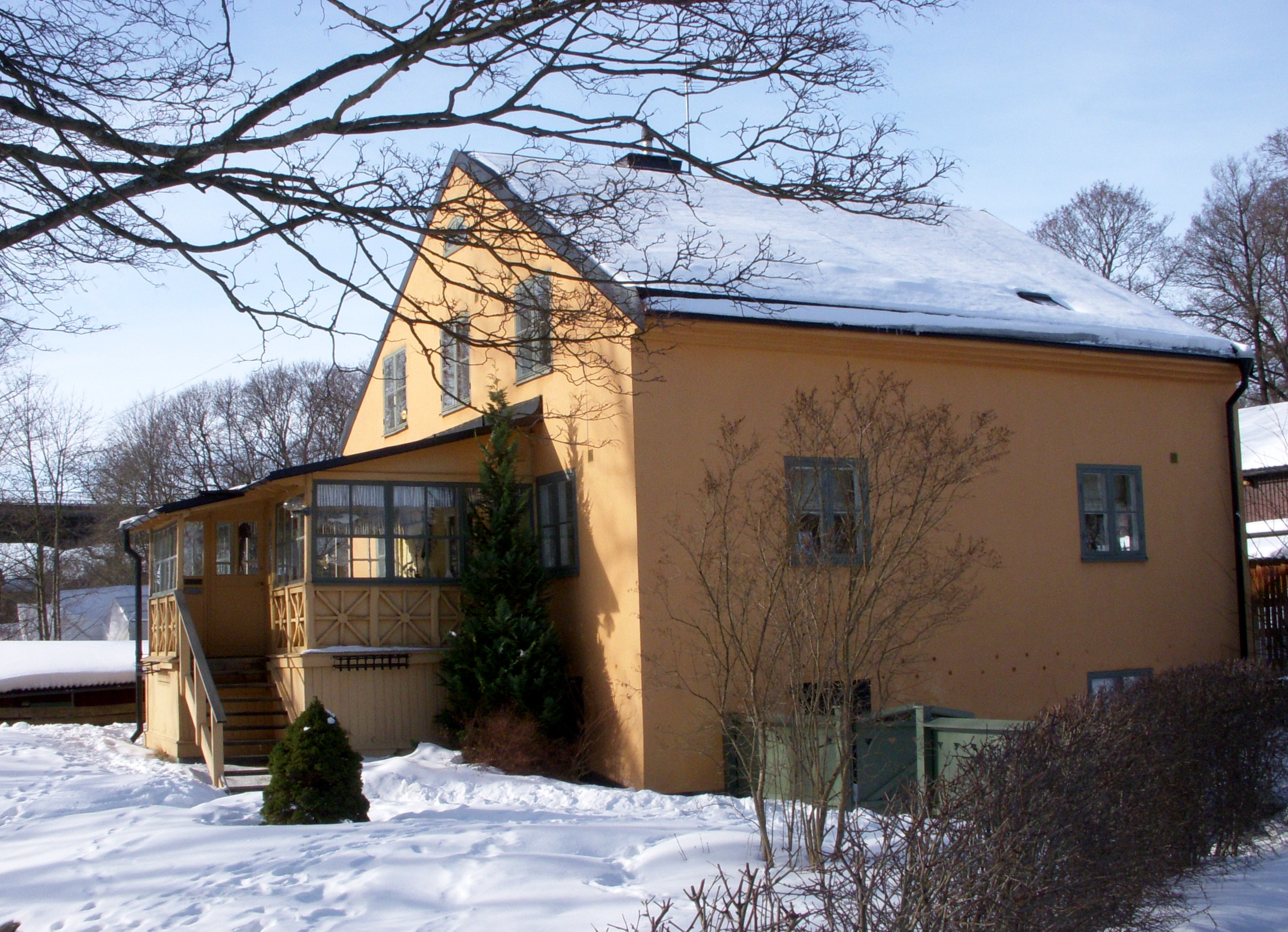
Fördärvet.
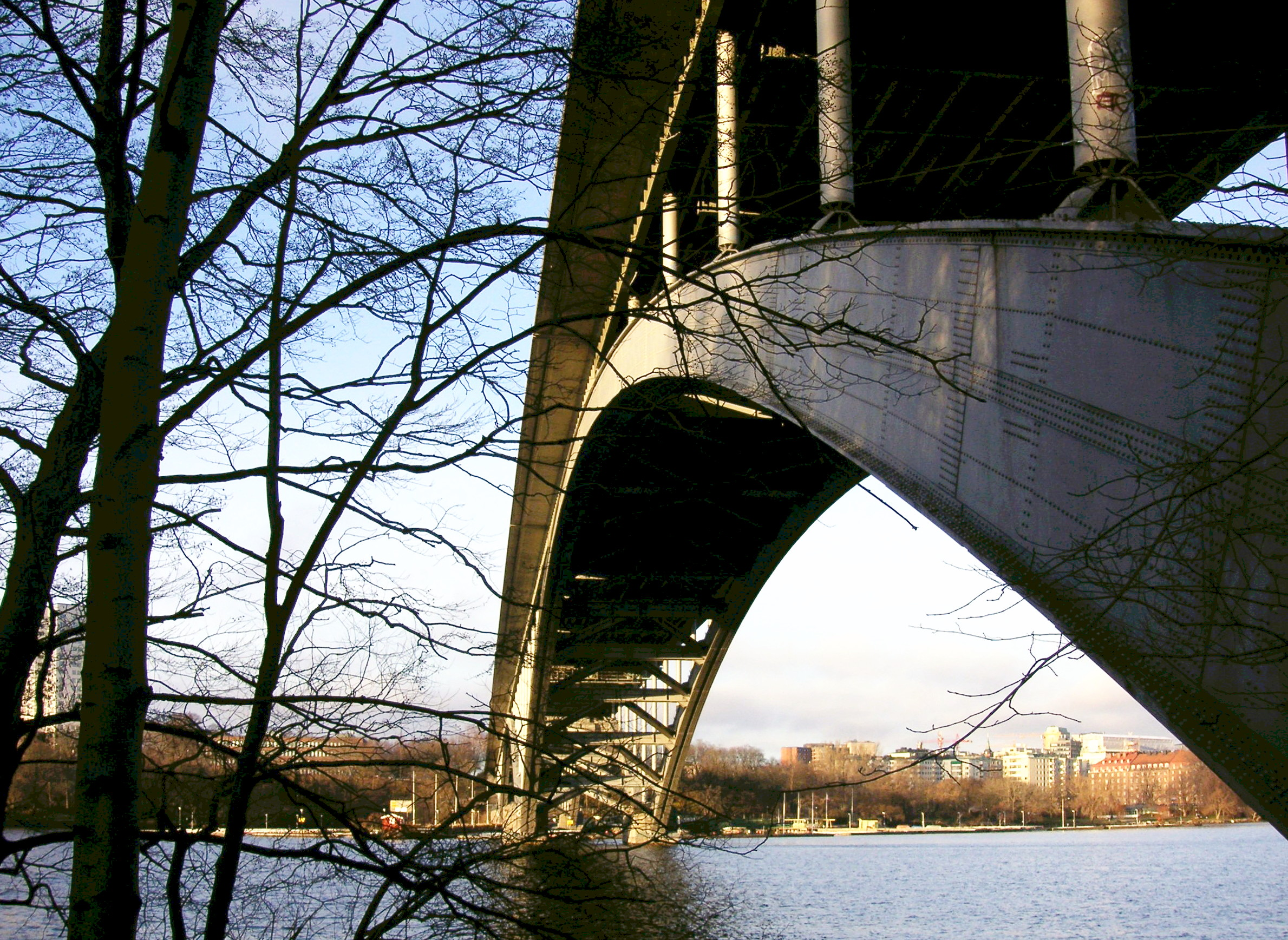
Västerbron.

## Fritidsön
Långholmens koloniträdgårdar är ett område med odlingslotter och koloniträdgårdar mellan Karlshälls gårds "Grindstugan" och det forna Långholmens centralfängelse. Långholmens koloniträdgårdar har sin historiska början i ett odlingsland som anlades 1834 intill Knapersta av kommendanten vid fängelset, och 1835 fick fler fängelseanställda möjlighet att odla i egna täppor. År 1983 bildades "Långholmens koloniträdgårdar" som idag (2009) förfogar över 66 lotter.
Sedan 1880-talet har Stockholms stad anlagt ett parkområde på Långholmens östra del, Långholmsparken. När parken var färdig på 1930-talet omfattade den en yta på 113 700 m2. På Långholmsbergets krön hade sedan 1940-talet spelats friluftsteater  i en amfiteater. Teatern blev mycket populär och fick förstoras i omgångar. 1955 hade den slutligen plats för 3 500 personer i teatern som fogar sig in i omgivningen på ett naturligt sätt. Under 1917 skapades två badplatser längs norra stranden, en för män och en för kvinnor. Dagens Långholmsbadet anlades på 1980-talet och längre österut finns Långholmens klippbad som ursprungligen var dam- och barnbad.
Sedan fängelseverksamheten upphörde på 1970-talet har även den västra delen av ön blivit tillgänglig för allmänheten. Numera leder en hophängande strandpromenad runt hela ön. Längs Långholmens södra strand ligger flera båtklubbar och fritidsbåtarna har sina liggplatser längs Pålsundet och Långholmskanalen. På sommaren upplåts en del av båtarnas vinterplatser för husvagnscamping. Året runt dras många turister till ön, vilka bor på vandrarhemmet och lågprishotell som inrättats i de gamla fängelsebyggnaderna.

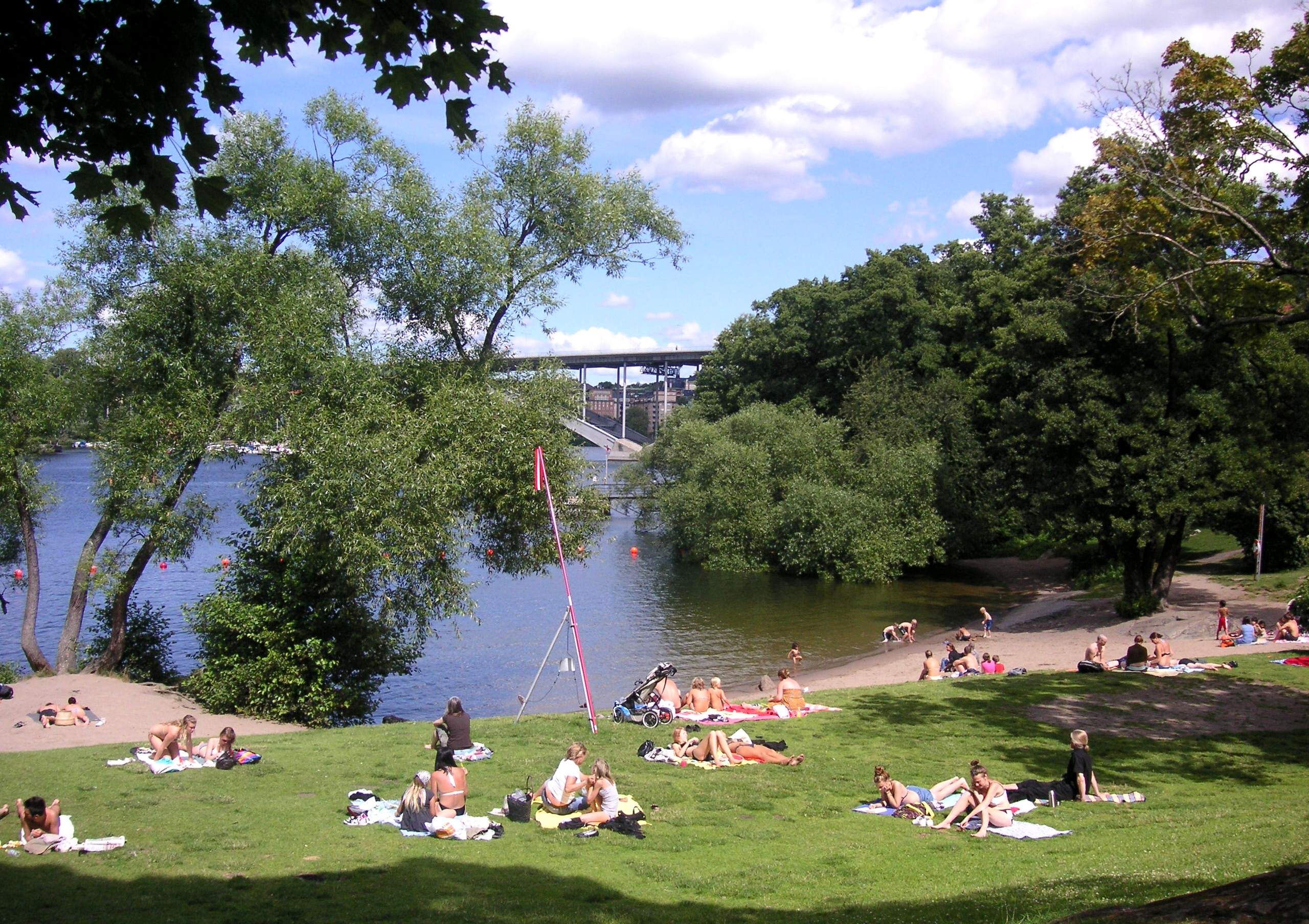
Långholmsbadet.
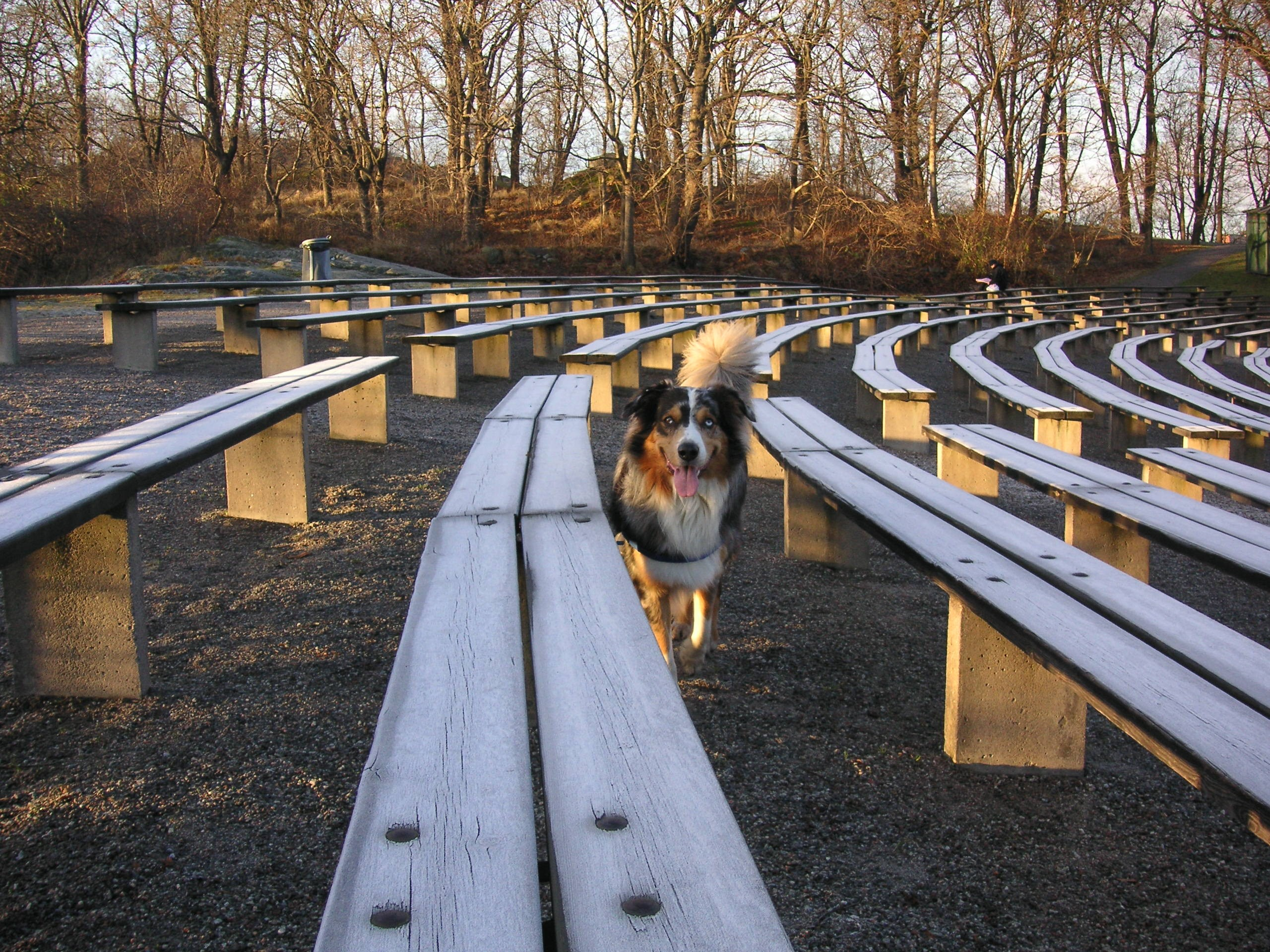
Långholmsparken.
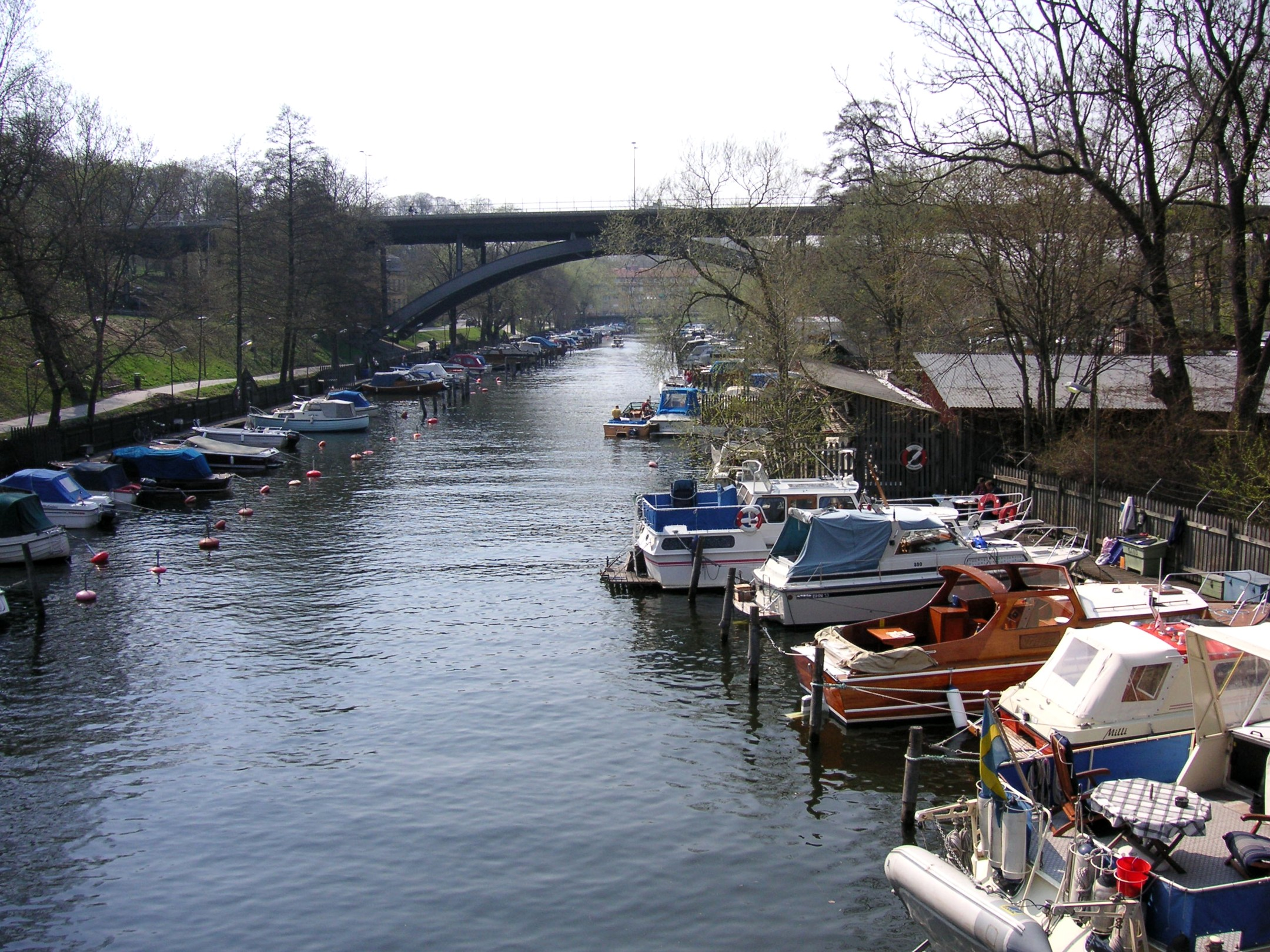
Pålsundet.
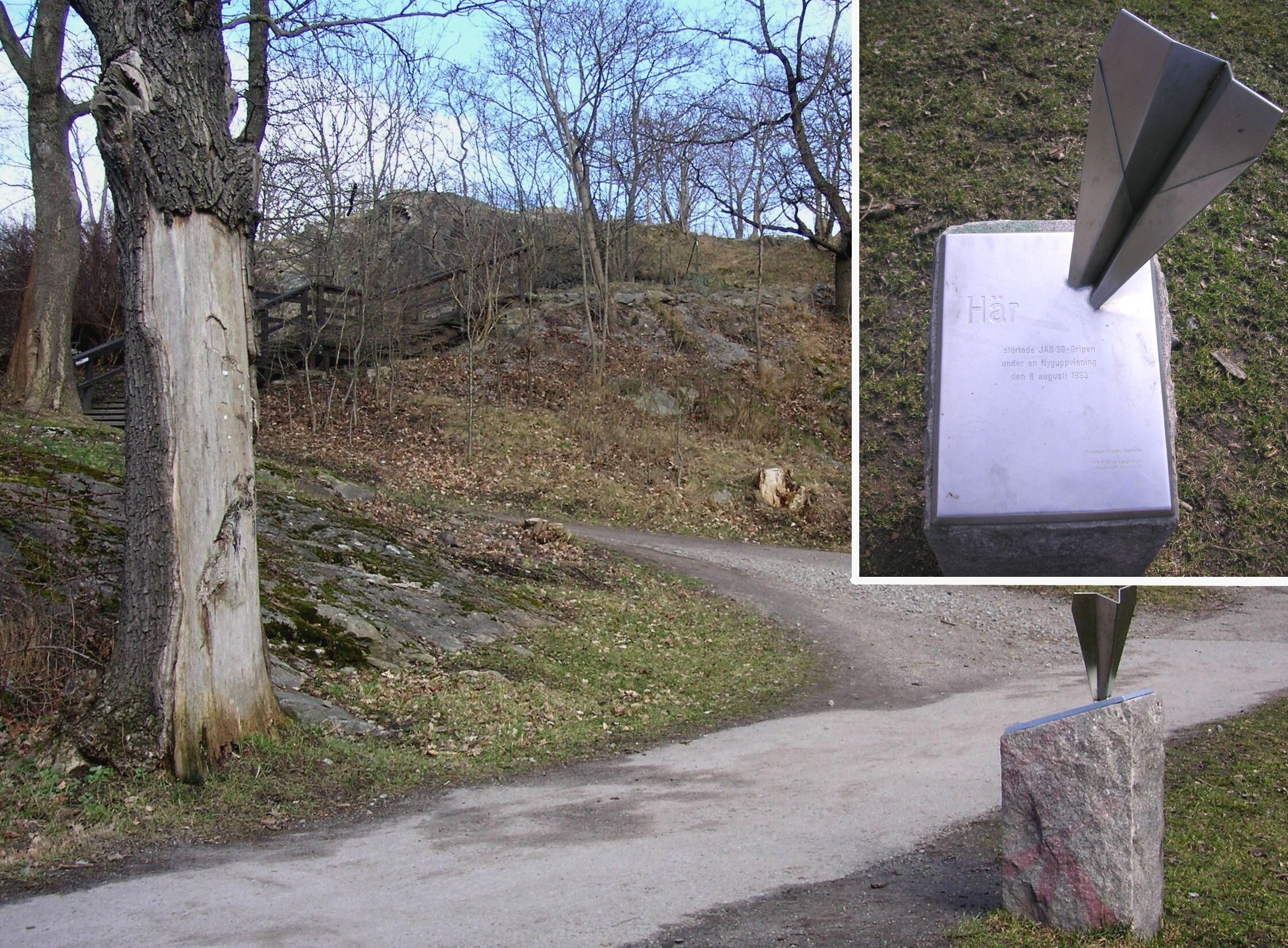
Det brända trädet och JAS-minnet.

## Haveriet av Jas 39 Gripen
På Långholmen havererade ett Jas 39 Gripen den 8 augusti 1993 vid en flyguppvisning under Vattenfestivalen. Orsaken var att flygplanet hamnade i ett läge där strömningen runt vingarna inte påverkades av roderutslagen, något man tidigare bara trott var teoretiskt möjligt. Piloten sköt ut sig och klarade sig oskadd. En person på marken fick brännskador. På haveriplatsen, strax nedanför Västerbron, står numera JAS-minnet, ett konstverk av konstnären Thomas Qvarsebo till minne av haveriet. Skulpturen är utförd i rostfritt stål och föreställer en papperssvala med spetsen i marken. Intill fanns ett träd som bar spår av branden och hettan som uppkom i samband med störtningen. Trädet togs ned 2011.

## Byggnader på Långholmen i urval
I alfabetisk ordning.
| Byggnadsbild | Namn                         | Byggnadsår                              | Byggnadstyp                                    | Byggherre                               | Arkitekt                    | Byggnadens korthistoria                                   | Övrigt                                                       |
| ------------ | ---------------------------- | --------------------------------------- | ---------------------------------------------- | --------------------------------------- | --------------------------- | --------------------------------------------------------- | ------------------------------------------------------------ |
|              | Alstavik                     | 1670                                    | Malmgård                                       | Jochum Ahlstedt                         | Okänd                       | Om- och tillbyggd för Långholmens spinnhus                | Ursprungsbyggnaden ingår i en konferens- och värdshusrörelse |
|              | Centralvakten                | 1859                                    | Kasern                                         | Fångvårdsstyrelsen                      | Carl Fredrik Hjelm          | Ombyggd till på centralvakt 1880-talet                    | Idag finns där förskolan "Centralvakten".                    |
|              | Kronohäktet                  | 1867                                    | Cellfängelse                                   | Fångvårdsstyrelsen                      | Carl Fredrik Hjelm          | Om- och tillbyggnader på 1860-talet                       | Idag finns där Vandrarhem och lågprishotell                  |
|              | Direktörsvillan              | 1914                                    | Villa                                          | Fångvårdsstyrelsen                      | Gustaf Lindgren             | Användes som representationsbostad för fängelsedirektören | Idag privatbostad                                            |
|              | Fasta paviljongen            | 1915                                    | Cellfängelse                                   | Fångvårdsstyrelsen                      | Förmodligen Gustaf Lindgren | Renoveringar och tillbyggnader 1990 och 2007              | Idag finns där Långholmens folkhögskola                      |
|              | Fyrkanten                    | 1780-tal                                | Stall m.m.                                     | Långholmens spinnhus                    | Okänd                       | På 1880-talet ombyggd för vaktstyrkan                     | Idag finns där lägenheter och utställningslokaler            |
|              | Fördärvet                    | 1743 (påbörjad)                         | Bostadshus                                     | Långholmsvarvet                         | Okänd                       | Krog på 1800-talet                                        | Idag privatbostad                                            |
|              | Gråbo eller Nya bostadshuset | 1924                                    | Bostadshus för fängelspersonalen               | Fångvårdsstyrelsen                      | Gustaf Lindgren             | Renoveringar på 1980-talet                                | Idag privatbostäder                                          |
|              | Karlshälls gård              | 1838                                    | Malmgård                                       | För fängelsets byggnadschef Carl Modéen | Tillbyggnader Magnus Isæus  | Senare ägare bl.a. Lars Olsson Smith                      | Idag restaurang och konferensanläggning                      |
|              | Långholmens centralfängelse  | 1880                                    | Cellfängelse                                   | Fångvårdsstyrelsen                      | W.T. Anckarsvärd            | Byggnaden revs 1982                                       |                                                              |
|              | Långholmens spinnhus         | 1724 inflyttning i Alstavik             | Spinnhus (kvinnofängelse)                      | Kommerskollegiet, Fattigvårdsstyrelsen  | Okänd, flera arkitekter     | Tillbyggnader 1746, 1818, från 1825 centralfängelset      | Idag lokaler för ett trettiotal konstnärer                   |
|              | Riddarhuset                  | Före 1730-tal                           | Fängelsekyrka                                  | Långholmens spinnhus                    | Okänd                       | Flera om- och påbyggnader för fängelsets vaktstyrka       | Idag privatbostäder                                          |
|              | Stora Henriksvik             | 1690-1700                               | Tullstation                                    | Stockholms stad                         | Ombyggd genom J.E. Carlberg | Efter 1785 tullvaktbostad                                 | Idag café och Bellmansmuseum                                 |
|              | Stora och Lilla Knapersta    | 1700-tal (Lilla K.) 1830-tal (Stora K.) | Bostad                                         | Immanuel Nobel d y (Stora K.)           | Okänd                       | Efter 1860-tal bostad för underofficerare med familjer    | privatbostäder och lokaler för småhantverk.                  |
|              | Sjötullen                    | 1764                                    | Villa                                          | Olof Bäckelin                           | Okänd                       | Mellan 1785 och 1857 plats för Långholmstullen            | Idag privatbostad                                            |
|              | Sofieberg                    | 1800-talets slut                        | Område med flera sommarnöjen                   | Okänd                                   | Okänd                       | Ett hus bevarad, några hus är rivna                       | Idag sommarhus                                               |
|              | Tvättstugan                  | 1882                                    | Tvättstuga                                     | Långholmens centralfängelse             | Okänd                       | Renoverat på 1980-talet                                   | Idag snickeriverkstad                                        |
|              | Underofficershuset           | 1762                                    | Fängelsets tvätt- och bagarstuga samt brygghus | Långholmens spinhus                     | Okänd                       | Ombyggd på 1880-talet för vaktstyrkan och underofficerare | Idag bostadshus                                              |